# Andorra i olympiska vinterspelen 2018
Andorra deltog i de olympiska vinterspelen 2018 i Pyeongchang, Sydkorea, med en trupp på fem atleter (fyra män, en kvinna) fördelat på tre  sporter.
Vid invigningsceremonin bars Andorras flagga av längdskidåkaren Irineu Esteve Altimiras.